# En bordée (film, 1931)
Pour l’article homonyme, voir En bordée (film, 1958).
Pour plus de détails, voir Fiche technique et Distribution.
En bordée est un film français réalisé par Joe Francis et Henry Wulschleger, sorti en 1931.

## Fiche technique
- Titre : En bordée
- Réalisation : Joe Francis et Henry Wulschleger
- Scénario : d'après la pièce d'André Heuzé et Pierre Veber
- Photographie : Robert Batton, René Guichard et Amédée Morrin
- Musique : Louis Bousquet
- Production : Les Films Alex Nalpas
- Pays d'origine :  France
- Format :  Noir et blanc - 35 mm - Son mono
- Genre : Comédie
- Durée : 87 minutes
- Date de sortie : France - 24 juillet 1931
- Affiche : Roger Cartier (France)

## Distribution
- Bach : Cartahu
- Teddy Parent : Bailladrisse
- Suzette Comte : Rirette
- Georges Tourreil : le lieutenant Alain de Perdrignac
- Édouard Hardoux : Antonin Beluzon
- Achille Defrenne : le commandant Marius Lagarouste
- Sim Viva : Mady Lagarouste
- Georges Despaux : Brochetti
- Yvonne Yma : Élodie Lagarouste
- Teddy Michaud : le cafetier
- Paul Velsa
- André Siméon